# Hilsenfirst
Le Hilsenfirst est un sommet du massif des Vosges, en France. Il est l'un des champs de bataille de la bataille des Vosges pendant la Première Guerre mondiale.

## Histoire

### Première Guerre mondiale

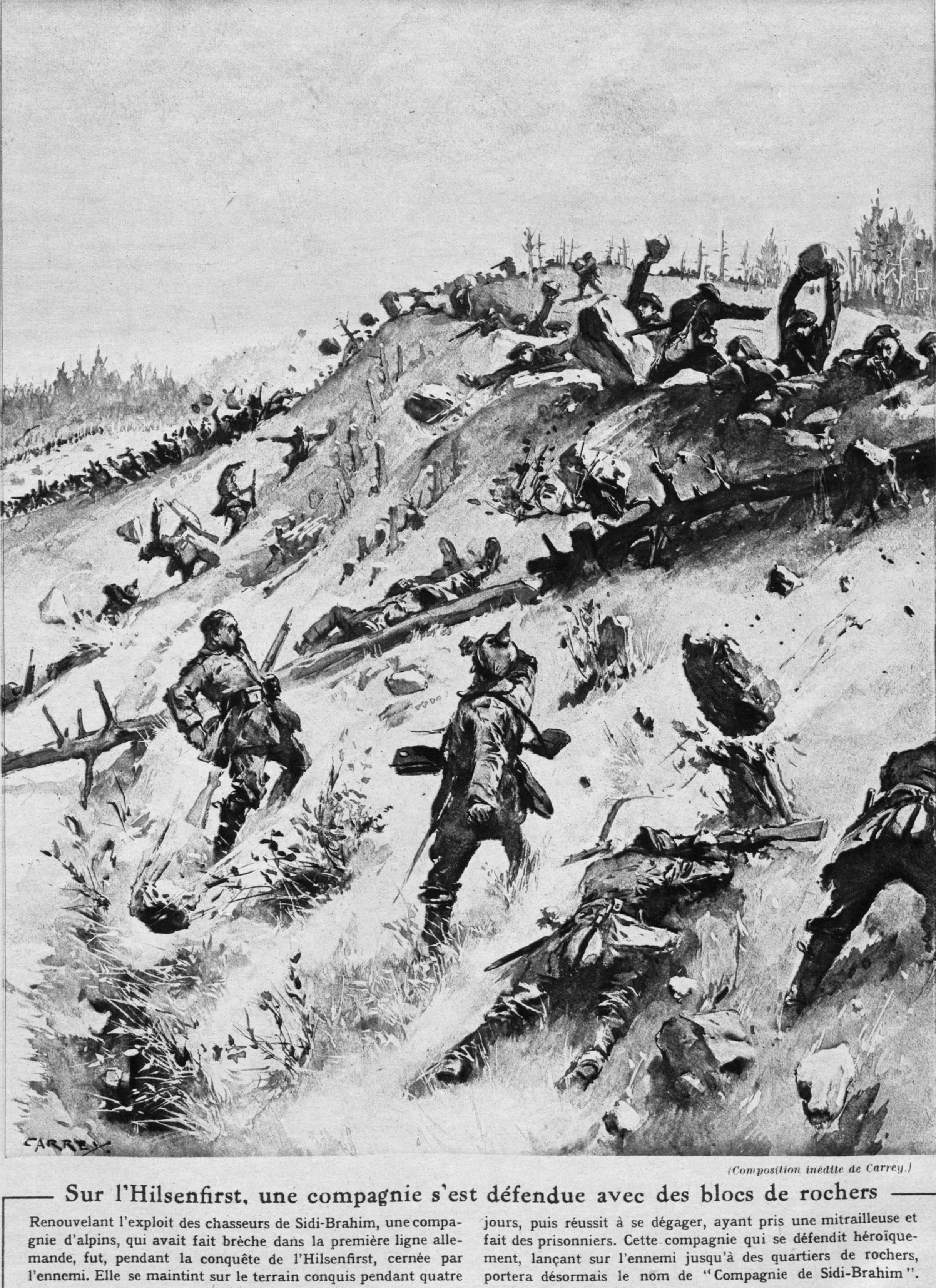
Bataille sur le Hisenfirst.

Surplombant les vallées de Munster et de Guebwiller, ce sommet culminant à 1 274 mètres est le plus élevé des champs de bataille français de la Première Guerre mondiale. Il est notamment célèbre aujourd'hui pour les affrontements de skieurs qui s'y sont déroulés lors de l'hiver 1915. 
Des tranchées,, des galeries souterraines, abris, lignes de téléphériques allemandes destinées au ravitaillement, traces d'éclats d'obus, etc., sont les vestiges de ces lignes de défense. 

#### Février 1915: les Allemands s'emparent du Petit Ballon et du Hilsenfirst
Le 13 février 1915, les Allemands, agacés par des patrouilles françaises de plus en plus fréquemment en reconnaissance entre le Breitfirst et le Petit Ballon, décident de passer à l'offensive. Commandés par le lieutenant-colonel Alfred Steinitzer, ils passent à l'attaque dans le fond de la vallée de la Fecht et sur la crête entre le Petit Ballon et le Hilsenfirst et s'en rendent maitres dès le lendemain, face à la faible résistance du 3e bataillon de territoriaux de chasseurs alpins (3e BTCA).

#### 14-18 juin 1915: échec de la tentative de reprendre l'Hilsenfirst par les Français et encerclement
Après que, le 20 avril 1915, les Français eurent pris possession de la vallée de la Wormsa, le 7e bataillon de chasseurs alpins (7e BCA) avait pour tâche de couper le front au nord du Hilsenfirst, sur un secteur notamment tenu par la 1re compagnie de montagne du Wurtemberg (Würtemberggische Gebirgskompagnie 1 ou 1re WGK), le 14e bataillon de chasseurs de Mecklenbourg, le second bataillon du 3e régiment d'infanterie bavaroise, le bataillon de chasseurs de garde de Potsdam. Dès le 14 juin, le 7e BCA passa à l'offensive mais échoua devant les mitrailleuses allemandes, la préparation d'artillerie préalable n'ayant que peu entamé les défenses de l'ennemi. Les différentes compagnies du 7e BCA essuient des pertes sévères. Pire, les 4e et 6e compagnies ainsi qu'une section d'éclaireurs sont encerclés par la 1re WGK, vers le lieu-dit Bois en Brosse sur le flanc nord du Hilsenfirst. Le capitaine Manhès organise la résistance du retranchement. Les assiégés tiennent bon notamment grâce à l'artillerie qui pilonne les positions allemandes du Hilsenfirst, une mitrailleuse que des soldats encerclés avaient réussi à voler aux Allemands ainsi que la pente du flanc nord très escarpée qui constitue un obstacle naturel et le permet de jeter des pierres aux assaillants,. Le 17 juin en fin d'après-midi, des sections du 7e BCA et du 13e bataillon de chasseurs alpins (13e BCA) parviennent à faire la jonction avec les assiégés et les libèrent. Pour la défense de son carré, le capitaine Manhès fut récompensé deux jours plus tard par la croix de chevalier de la Légion d'honneur et quelques jours après le général de Maud'Huy décerna à la 6e compagnie du 7e BCA le titre de « compagnie de Sidi-Brahim » en mémoire des soldats du 8e bataillon de chasseurs qui en septembre 1845 en Algérie avaient résisté aux troupes de l'émir Abd El-Kader bien supérieures en nombre. Une stèle rappelle ce fait d'arme. 
Le 18 juin à l'aurore, les attaques françaises reprennent au Bois en Brosse. La 3e compagnie du 7e BCA et la 2e compagnie du 13e BCA reçoivent le renfort du 5e bataillon de chasseurs à pied (5e BCP) et du 213e régiment d'infanterie (213e RI) mais les Poilus se heurtent aux mitrailleuses allemandes et une seconde attaque se solde par un nouvel échec.

#### 20 juin-31 décembre 1915: reprise du sommet du Hilsenfirst par les Français et duels d'artillerie
Le 20 juin 1915, une nouvelle opération est lancée au Hilsenfirst et les Allemands pris en tenaille par trois compagnies du (13e BCA) sur le flanc gauche et trois compagnies du 53e bataillon de chasseurs alpins (53e BCA) sur le côté droit cèdent enfin le sommet. Le 25 juin au matin les Allemands tentèrent une contre-attaque en bombardant le Hilsenfirst puis en lançant leur infanterie à l'assaut mais l'artillerie française rendit cette tentative vaine.
Mais le soir du 1er juillet, les Allemands, grâce à un violent canonnage ainsi que trois vagues de charges de fantassins le matin, reprennent le Hilsenfirst. Pas pour longtemps car dès le 3 juillet à 11h, il en étaient chassés après des tirs de l'artillerie française. En dépit d'affrontements à la clairière de Maettle au bas du versant nord du Hilsenfirst puis encore au sommet entre le 10 juillet et le 12 juillet ainsi que le 24 août 1915, les positions des deux camps n'ont pas bougé. Le général de Maud'Huy décida de renforcer les défenses françaises sur l'Hilsenfirst après une inspection au mois de septembre, chose effective en décembre par l'installation de nouveaux canons. Cependant ce furent les tempêtes de neige de novembre et décembre qui ont restreint fortement les tentatives des deux camps sur cette crête. Du 28 au 31 décembre, des derniers combats de tranchées et duels d'artillerie ont eu lieu avant d'immobiliser pour longtemps la ligne de front tout comme dans les Vosges en général où les positions des pays belligérants sont par la suite restées stables, après des batailles plus sanglantes encore au Vieil Armand et au Linge.

#### 1916-1918: stabilisation du front et «coups de main»
Par la suite, à l'automne 1916, les combats se sont réduits à des « coups de main » destinés à faire des prisonniers et obtenir des renseignements ou détruire un poste d'artillerie ennemi. Par exemple, Erwin Rommel, à l’époque lieutenant dans un bataillon de montagne du Wurtemberg, a participé à une action de ce type le 4 octobre 1916 et a apporté onze prisonniers. Du côté français, le matin du 24 novembre 1916, après un bombardement de l'artillerie française sur une tranchée et une mitrailleuse ennemie, le 348e régiment d'infanterie (348e RI) ramena quinze prisonniers du 5e régiment de cavaliers saxons. De même, le 6 décembre 1916, quatre patrouilles françaises ont réussi à faire 192 prisonniers.
À l'été 1918, les Américains ont pris le relais des troupes françaises sur le Hilsenfirst. Le 6 juillet 1918, la 35e division d'infanterie US à laquelle appartient Harry Truman attaque les premières lignes allemandes et détruit des abris.